# Abadia de Santa Maria di Casanova
A Abadia de Santa Maria di Casanova (em italiano:  Abbazia di Santa Maria di Casanova) é um mosteiro da Ordem de Cister localizada em Villa Celiera, Abruzos, Itália.

Era a filha da abadia das Três Fontes em Roma.